# Lucien Collin
Pour les articles homonymes, voir Collin.
Lucien Collin, né le 28 mai 1849 à Paris et mort le 21 décembre 1919 à Courbevoie, est un chanteur baryton et compositeur français.

## Biographie
On lui doit la composition des musiques de plus de 400 chansons sur des paroles, entre autres, de Lucien Delormel, Henry Drucker, Ernest Gerny, Jules Jouy, Octave Pradels et Gaston Villemer. Elles sont parfois d'inspiration patriotique ou revancharde et le plus souvent traitent d'amourettes légères ou tendrement  comiques. Son opérette la plus fameuse est Coco-Bel-Œil (1896).
Il est enterré à l'ancien cimetière de Courbevoie.

## Œuvres
- 1909 : Les Noces d'or, opérette en un acte
- 1896 : Coco-Bel-Œil, opérette en un acte, paroles de Péricaud et Delormel, première à l'Eldorado le 2 novembre 1896
- 1887 : Marche vénézuélienne (hommage au président Guzman Blanco)[2]
- 1874 : Les Papillons, polka-mazurka[3]

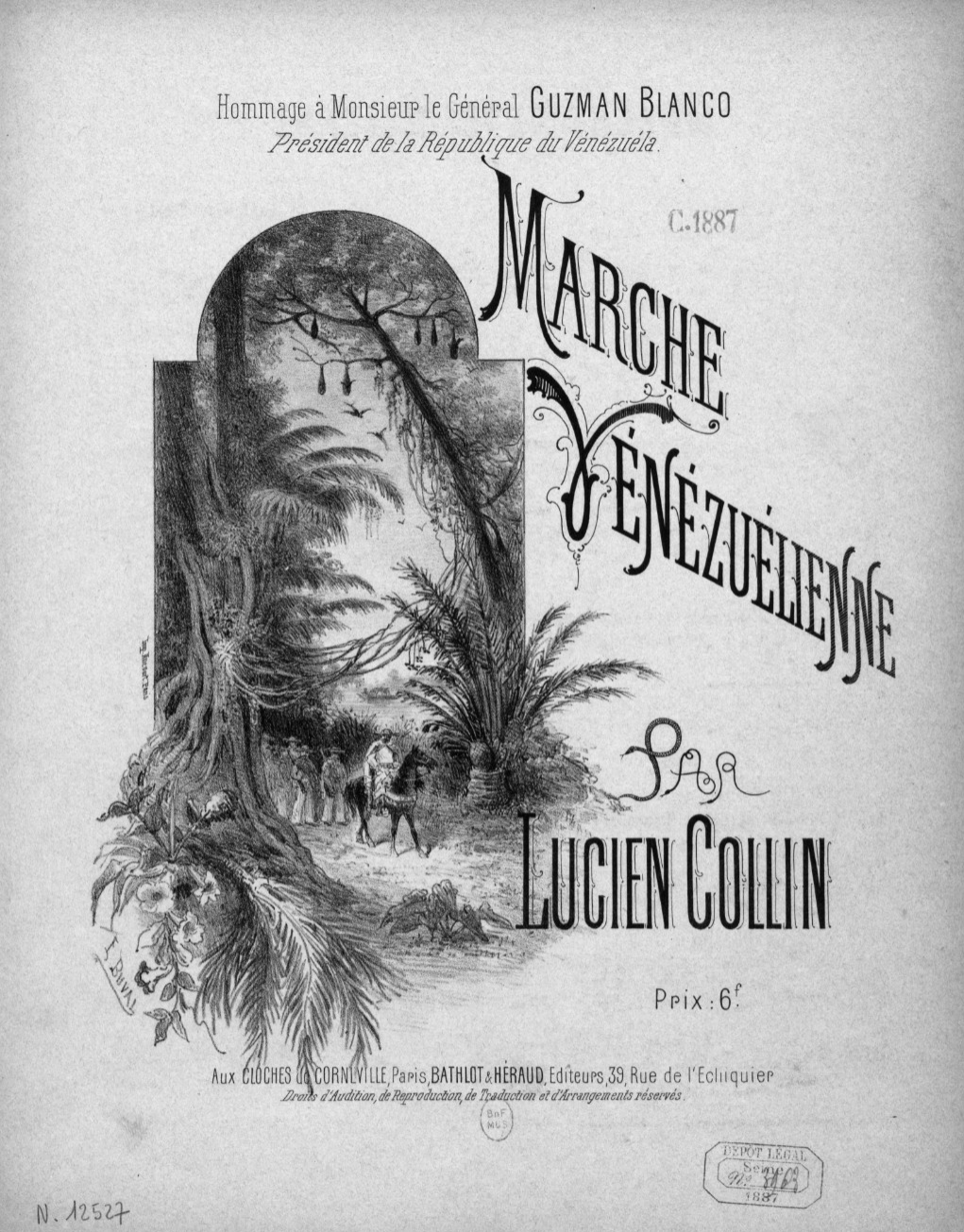
Marche vénézuélienne (1887)

### Chansons
- Suzon la blonde ! (1889), paroles de Villemer, Delormel[4]
- Les Cantiniers (1889), duetto, dédié au colonel Ganot, paroles d'André et Bruet
- Le Voyage à Robinson (1885), rondeau, paroles de Villemer et Delormel, créé par Mademoiselle Duparc au Concert parisien
- Mon p'tit pioupiou (1884), paroles de Villemer et Delormel
- Le Batelier lorrain (1882), paroles de Villemer et Delormel, créé à l'Eldorado par Madame Amiati
- L'Enfant chantait la Marseillaise (1879), paroles de Villemer[5]
- Le Rossignol n'a pas encore chanté (1878), sérénade, paroles de Villemer